# Apollonias Arkæologiske Museum
Apollonias Arkæologiske Museum er et arkæologisk museum omkring 8 km vest for byen Fier i Albanien. Det blev grundlagt i 1958. Museet indeholder gestande udgravet i lokalområdet fra den oldgræske by Apollonia og ligger tæt på Ardenicaklostret. 